# Ryan Gosling
Ryan Thomas Gosling (* 12. listopadu 1980, London, Ontario) je kanadský herec. Je známý pro účinkování v nezávislých filmech i blockbusterech. Je držitelem několika ocenění, včetně Zlatého glóbu a tří nominací na Oscara, dvou nominací na cenu BAFTA, nominace na cenu Grammy a nominace na cenu Emmy.
Kariéru zahájil ve 13 letech, kdy se objevil v dětském seriálu The Mickey Mouse Club (1993–1995) stanice Disney Channel a poté se objevil v dalších rodinných pořadech Bojíte se tmy? (1995) a Husí kůže (1996). Jeho první větší filmovou rolí se stala role židovského neonacisty ve filmu Svatý boj (2001) a známým se stal díky hlavní roli v romantickém dramatu Zápisník jedné lásky (2004).
Gosling účinkoval v několika kritiky uznávaných nezávislých dramatech, včetně dramatu Half Nelson (2006), za nějž obdržel nominaci na Oscara za nejlepšího herce, Lars a jeho vážná známost (2007) a Blue Valentine (2010). V roce 2011 si zahrál ve třech mainstreamových filmech, v romantické komedii Bláznivá, zatracená láska, politickém dramatu Den zrady a akčním dramatu Drive, z nichž všechny zaznamenaly kritický i komerční úspěch. Po svém režijním debutu Lost River (2014) účinkoval v komediálním dramatu Sázka na nejistotu (2015) a romantickém muzikálu La La Land (2016), za který obdržel Zlatý glóbus za nejlepšího herce a druhou nominaci na Oscara. Od té doby ztvárnil role ve sci-fi thrilleru Blade Runner 2049 (2017), životopisném filmu První člověk (2018) a akčním thrilleru The Gray Man (2022). V roce 2023 ztvárnil roli Kena ve fantasy komedii Barbie, za kterou obdržel nominaci na Oscara za nejlepšího herce ve vedlejší roli a stala se jeho nejvýdělečnějším filmem.
Vlastní marockou restaurace s názvem Tangine v Beverly Hills v Kalifornii. Podporuje organizace PETA, Invisible Children a Enough Project a cestoval do Čadu, Ugandy a východního Konga, aby zvýšil povědomí o konfliktech v těchto regionech. Již více než deset let se podílí na podpoře míru v Africe. Je ve vztahu s herečkou Evou Mendes, s níž má dvě děti.

## Život a vzdělání
Narodil se ve městě London v kanadské provincii Ontario jako syn obchodního cestujícího v papírně Thomase Raye Goslinga a sekretářky Donny. Oba jeho rodiče jsou částečně francouzsko-kanadského původu a někteří jeho předci mají německé, anglické, skotské a irské kořeny. Jeho rodina byla členy Církve Ježíše Krista Svatých posledních dnů a Gosling řekl, že náboženství ovlivnilo každý aspekt jejich života. Kvůli práci jeho otce se „hodně stěhovali“. Jeho rodiče se rozvedli, když mu bylo 13 let a se svou starší sestrou Mandi žil se svou matkou, což popsal jako naprogramování „aby myslel jako dívka“.
Navštěvoval školy Gladstone Public School, Cornwall Collegiate and Vocational School a Lester B. Pearson High School. Jako dítě sledoval film Dick Tracy a chtěl se stát hercem. „Nenáviděl“ být dítětem, na základní škole byl šikanován a dle svých slov neměl žádné přátele, dokud mu nebylo 14 nebo 15. V první třídě, protože byl silně ovlivněn akčním filmem Rambo: První krev, vzal do školy steakové nože a o přestávce je házel po jiných dětech. Kvůli tomuto incidentu byl vyhozen ze školy. Neuměl číst a byl na vyšetření kvůli poruše pozornosti s hyperaktivitou (ADHD), ale nebyla mu diagnostikována, a na rozdíl od falešných zpráv, nikdy nebral léky. Jeho matka odešla z práce a rok ho učila doma. Řekl, že domácí vzdělávání mu dalo „pocit nezávislosti, který jsem nikdy neztratil“. Gosling vystupoval před publikem od útlého věku, byl povzbuzován svou sestrou, která je umělkyní. Se sestrou společně zpívali na svatbách a byl součástí místního baletního souboru. Vystupování zvýšilo jeho sebevědomí, protože to byla jediná věc, za kterou dostal pochvalu. Vyvinul si osobitý přízvuk, protože jako dítě si myslel, že mít kanadský přízvuk nezní „tvrdě“. Začal si formovat svůj přízvuk podle přízvuku Marlona Branda. V 17 letech opustil střední školu, aby se mohl věnovat své herecké kariéře.
Je také kytaristou a zpěvákem. Se Zachem Shieldsem založil kapelu Dead Man's Bones.

## Herecká kariéra

### 1993–1999: Dětský herec
V roce 1993 se ve 12 letech v Montréalu zúčastnil otevřeného konkurzu k pořadu The Mickey Mouse Club na stanici Disney Channel. Dostal dvouletou smlouvu a přestěhoval se do Orlanda na Floridě. Na obrazovce se objevoval zřídka, protože ostatní děti byly považovány za talentovanější. Přesto tuto práci popsal jako největší dva roky svého života. Vystupoval zde po boku Britney Spears, Christiny Aguilery a Justina Timberlakea. Spřátelil se obzvláště s Timberlakem, se kterým spolu žili šest měsíců. Timberlakeova matka se stala jeho zákonnou zástupkyní poté, co se jeho matka vrátila z pracovních důvodů do Kanady. Gosling řekl, že i když spolu s Timberlakem mluví zřídka, stále se navzájem podporují.
Po zrušení pořadu v roce 1995 se vrátil do Kanady, kde se nadále objevoval v televizních seriálech, včetně Bojíte se tmy? (1995) a Husí kůže (1996) a hrál ve filmu Zámořská střední (1997). V osmnácti letech se přestěhoval na Nový Zéland, aby natočil dobrodružný seriál Mladý Herkules (1998–1999). Později řekl, že ho zpočátku práce na seriálu bavila, ale začal se o seriál příliš starat, takže ho to přestalo bavit. Chtěl strávit více času vymýšlení postav a také hraním různých rolí, a tak se rozhodl přejít k filmu a nepřijímat žádnou další televizní práci.

### 2000–2003: Nezávislé filmy
Ve věku 19 let se Gosling rozhodl přejít k „serióznímu herectví“. Přestal být zastupován svým dosavadním agentem a zpočátku pro něj bylo obtížné zajistit si práci kvůli „stigmatu“ spojenému s účinkováním v dětských pořadech. Po vedlejší roli ve fotbalovém dramatu Vzpomínka na Titány si zajistil hlavní roli mladého židovského neonacisty ve filmu Svatý boj z roku 2001. Režisér Henry Bean řekl, že Goslinga obsadil, protože mu jeho mormonská výchova pomohla pochopit izolaci judaismu. Film získal Velkou cenu poroty na Sundance Film Festival a Gosling jej popsal jako „film, který mi jako dárek zabalil kariéru, kterou teď mám.“ Kevin Thomas z Los Angeles Times chválil „elektrizující a děsivě přesvědčivý“ výkon, zatímco Todd McCarthy z Variety cítil, že jeho „dynamitový výkon“ by „stěží mohl být lepší“. Kvůli kontroverzní povaze filmu bylo obtížné zajistit finanční podporu pro plné uvedení v kinech a film byl místo toho vysílán na stanici Showtime. Film byl komerčním neúspěchem a celosvětově vydělal 416 925 $ z rozpočtu 1,5 milionu $.
V roce 2002 si zahrál v kriminálním thrilleru Vzorec pro vraždu se Sandrou Bullock a Michaelem Pittem, kde Gosling s Pittem ztvárnili dvojici středoškoláků, kteří věří, že mohou spáchat dokonalou vraždu. Bullock hrála detektiva pověřeného vyšetřováním zločinu. Lisa Schwarzbaum z Entertainment Weekly ho popsala jako „fenomenální talent i ve snímku, jako je tento“. Film se stal menším komerčním úspěchem a celosvětově vydělal 56 milionů dolarů z rozpočtu 50 milionů dolarů. Druhý snímek, ve kterém v roce 2002 účinkoval, je drama The Slaughter Rule s Davidem Morsem, který zkoumá vztah mezi středoškolským fotbalistou a jeho problémovým trenérem na venkově v Montaně. Gosling řekl, že příležitost pracovat s Morsem z něj udělala „lepšího herce“.
V roce 2003 účinkoval ve filmu Svět podle Lelanda, kde ztvárnil teenagera uvězněného za vraždu postiženého chlapce. Role ho zaujala, protože bylo neobvyklé najít postavu, která byla „po celý film emocionálně odpojená“. Kritik Roger Ebert uvedl, že „nadaný herec dělá s Lelandem vše, co se dá dělat, ale postava pochází ze scenáristovy domýšlivosti, nikoli ze života.“ A. O. Scott z deníku The New York Times poznamenal, že „se snaží zachránit Lelanda ze spárů klišé“.

### 2004–2009:Zápisník jedné láskyaHalf Nelson
Gosling získal pozornost v roce 2004 poté, co si zahrál po boku Rachel McAdamsové v romantickém dramatickém filmu Zápisník jedné lásky, filmové adaptaci stejnojmenného románu Nicholase Sparkse, v režii Nicka Cassaveta. Gosling ztvárnil Noaha Calhouna a k roli se vyjádřil: „Dalo mi to příležitost hrát postavu po určitou dobu – od roku 1940 do roku 1946 – což bylo docela hluboké a formující.“ Snažil se naplnit svou postavu „tichou silou“ a inspiroval se výkonem Sama Sheparda ve filmu Nebeské dny. Natáčení probíhalo na konci roku 2002 a na začátku roku 2003 v Charlestonu v Jižní Karolíně.
V jednu chvíli Gosling požádal Cassavetese, aby „přivedl někoho jiného“, protože měl pocit, že McAdamsová nespolupracuje. Deník The New York Times ocenil „spontánní a vznětlivé“ výkony obou hlavních představitelů a poznamenal, že „proti svému lepšímu úsudku fandíte dvojici, aby porazila šance proti nim.“ Desson Thomson z deníku The Washington Post ocenil Goslingovu „okouzlující nedotknutelnost“ a poznamenal, že „je těžké tyto dva nemít rád nebo jim spolu nepřát velkou lásku“.
V roce 2005 se objevil v psychologickém thrilleru Hranice života po boku Naomi Wattsové a Ewana McGregora, kde ztvárnil narušeného mladého studenta umění. V nelichotivé recenzi filmu Manohla Dargis z The New York Times uvedl, že Gosling „si stejně jako jeho fanoušci zaslouží lepší“. Todd McCarthy poznamenal, že „schopní“ Gosling a McGregor „nepřinášejí nic nového z toho, co předvedli“. Film celosvětově vydělal 8 milionů dolarů. Goslinga negativní reakce nevyvedla z míry: „Na ulici za mnou přišlo dítě, kterému bylo 10 let, a řeklo: 'Ty jsi ten kluk z Hranice života? O čem sakra byl ten film?' Myslím, že je to skvělé. Jsem stejně hrdý, když někdo řekne: 'Hej, udělalo se mi z tebe v tom filmu špatně,' jako by řekli, že jsem je rozplakal.“
Gosling dále hrál ve filmu Half Nelson z roku 2006 jako drogově závislý středoškolský učitel, který si vytvoří pouto s mladým studentem. Aby se Gosling připravil na roli, přestěhoval se před začátkem natáčení na měsíc do New Yorku. Žil v malém bytě v Brooklynu a trávil čas sledováním učitele osmé třídy. Kenneth Turan z Los Angeles Times jeho výkon popsal jako „hypnotizující představení…, které ukazuje druh hlubokého porozumění postavě, které zvládá jen málo herců.“ Ruthe Steinová z deníku San Francisco Chronicle jej srovnala s Marlonem Brandem a tvrdila, že „nikdo, kdo se zajímá o skvělé herectví, si nebude chtít nechat ujít jeho výkon“. Roger Ebert věřil, že jeho výkon „dokazuje, že je jedním z nejlepších herců pracujících v současných filmech.“ Za svůj výkon získal nominaci na Oscara za nejlepšího herce. Film vydělal 4 miliony dolarů. V roce 2007 byl pozván do Akademie filmového umění a věd.
Ztvárnil introverta, který se zamiloval do sexuální panenky ve filmu Lars a jeho vážná známost z roku 2007. Inspiraci čerpal z výkonu Jamese Stewarta ve filmu Harvey. Roger Ebert cítil, že „film o milostné panence v životní velikosti“ se proměnil v „život potvrzující prohlášení o naději“ kvůli „výkonu Ryana Goslinga, který říká věci, které nelze říci“. Ann Hornadayová z The Washington Post popsala jeho výkon jako „malý zázrak… protože se před našima očima tak nepostřehnutelně mění a roste“. Manohla Dargis z The New York Times se však domnívala, že „výkon je vzácnou chybnou kalkulací ve většinou brilantní kariéře.“ Za výkon byl nominován na cenu Zlatý glóbus za nejlepšího herce ve filmu (komedie nebo muzikál). Film se však stal neúspěšným a nedokázal získat zpět svůj produkční rozpočet ve výši 12 milionů dolarů.
V roce 2007 dále hrál po boku Anthonyho Hopkinse v soudním thrilleru Okamžik zlomu. Původně roli odmítl, ale změnil názor, když se k obsazení přidal Hopkins. Gosling poznamenal, že ho přitahovala jeho postava Willieho, protože měl chyby a vypadal jako skutečný člověk. V rámci přípravy na roli trávil čas sledováním právníků a sledováním soudních jednání. Claudia Puigová z deníku USA Today prohlásila, že „sledovat veterána, jako je Hopkins, jak verbálně zápasí s jedním z nejlepších mladých herců v Hollywoodu, stojí za vstupné“. Manohla Dargis z deníku The New York Times napsala, že je potěšením sledovat „podívanou na toho lstivého zloděje scén Anthonyho Hopkinse, jak to mísí s neméně mazaným okusovačem obrazovky Ryanem Goslingem… Každý herec hraje spíše pulpový typ než plně formovaného jednotlivce, ale oba vyplňují prázdná místa alchymistickou směsí profesionálního a osobního charisma.“ Film celosvětově vydělal přes 91 milionů dolarů.
Gosling měl v roce 2007 začít natáčet film Pevné pouto. Dva dny před začátkem natáčení však opustil produkci kvůli „kreativním rozdílům“ a byl nahrazen Markem Wahlbergem. Gosling byl obsazen jako otec zavražděné dospívající dívky a zpočátku měl pocit, že je na tuto roli příliš mladý. Režisér Peter Jackson a producentka Fran Walsh ho přesvědčili, že může zestárnout s úpravami vlasů a make-upem. Před začtkem natáčení Gosling přibral 27 kilogramů a nechal si narůst vousy, aby vypadal starší. Walsh pak „začala mít pocit, že nemá pravdu. Byla to naše slepota, touha, aby to fungovalo bez ohledu na to.“ Gosling později řekl: „Během předprodukčního procesu jsme spolu moc nemluvili, což byl problém… Právě jsem se objevil na natáčení a špatně jsem to pochopil. Pak jsem byl tlustý a nezaměstnaný.“ Řekl, že tato zkušenost byla „pro mě důležitým zjištěním: nenechat do toho zapojit vaše ego. Je v pořádku být příliš mladý na roli.“

### 2010–2012: Široké uznání

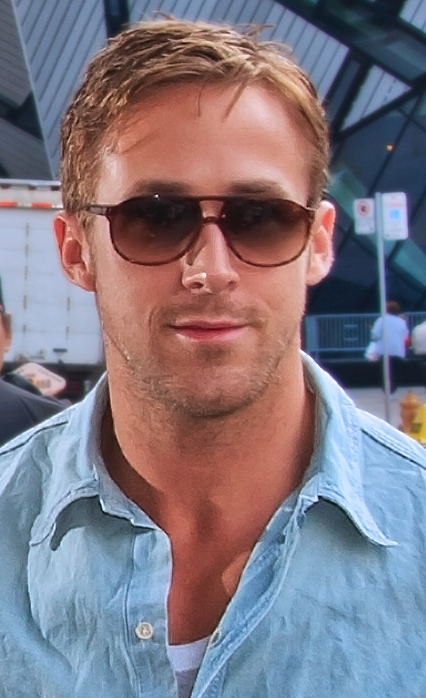
Gosling na Toronto International Film Festival 2010

Po tříleté pauze účinkoval v letech 2010 a 2011 v pěti filmech. Gosling k tomu řekl: „Nikdy jsem neměl více energie. Jsem nadšenější z natáčení filmů, než jsem býval. Dřív jsem se toho trochu bál. Bylo to tak emocionální a vyčerpávající, ale našel jsem způsob, jak se při tom bavit. A myslím, že se to promítá i do filmů.“ Mluvil také o pocitu deprese, když nepracuje. V roce 2010 si zahrál po boku Michelle Williamsové v režijním debutu Dereka Cianfrance, manželském dramatu Blue Valentine. Nízkorozpočtový film byl převážně improvizovaný a Gosling řekl: „Museli jste si připomenout, že děláte film“. Mick LaSalle z novin San Francisco Chronicle cítil, že Gosling „do své role přináší nadpřirozené porozumění lidem“, zatímco A.O. Scott z The New York Times zjistil, že je „přesvědčivý jako sešlý, zoufalý, starší Dean a možná o něco méně jako mladší verze“. Owen Gleiberman z Entertainment Weekly napsal, že „hraje Deana jako vzdorovitého hipstera z dělnické třídy, ale když jeho hněv vyjde na povrch, výkon se stane mocným“. Nicméně Wesley Morris z The Boston Globe cítil, že výkon byl příkladem „špatně zaměřeného hipsterismu“. Za svůj výkon byl nominován na Zlatý glóbus za nejlepšího herce v dramatu. Film se stal úspěchem a celosvětově vydělal přes 12 milionů dolarů.
Podruhé se na plátně v roce 2010 objevil v mysteriózním filmu V lepší společnosti s Kirsten Dunstovou, založeném na skutečném příběhu. Ztvárnil roli newyorského dědice nemovitostí Davida Markse, který byl vyšetřován kvůli zmizení své manželky (hraje Dunstová). Gosling film označil jako „temný zážitek“ a film nepropagoval. Když se ho zeptali, zda je na film hrdý, řekl: „Jsem hrdý na to, co Kirsten ve filmu dělá.“ Peter Travers z Rolling Stone napsal, že se Gosling „dostane tak hluboko do charakteru, že cítíte jeho nervová zakončení.“ Mick LaSalle ze San Francisco Chronicle zjistil, že „chameleonský Gosling je naprosto přesvědčivý jako tato prázdná skořápka muže“. Betsy Sharkey z Los Angeles Times měla pocit, že film patřil Dunstové, ale chválila také Goslingův výkon. Film celosvětově vydělal 644 535 $. Téhož roku také daboval a produkoval ReGeneration, dokument, který zkoumá cynismus dnešní mládeže vůči sociálním a politickým příčinám.
V roce 2011 se objevil ve třech různých, vysoce profilovaných rolích. Ztvárnil svou první komediální roli v romantickém komediálním dramatu Bláznivá, zatracená láska se Stevem Carellem a Emmou Stoneovou. Gosling navštěvoval kurzy míchání koktejlů v baru v Los Angeles, aby se připravil na svou roli. Ann Hornadayová z The Washington Post řekla, že jeho „svůdná přítomnost velení naznačuje, že jsme možná našli našeho dalšího George Clooneyho“. Peter Travers ho prohlásil za „komického knockouta“, zatímco Claudia Puig z USA Today měla pocit, že odhaluje „překvapivý“ „talent pro komedii“. Za svůj výkon byl nominován na Zlatý glóbus za nejlepšího herce v komedii nebo muzikálu. Film se stal úspěšným a celosvětově vydělal přes 142 milionů dolarů. Stal se tak dosud druhým nejúspěšnějším filmem v jeho kariéře.
Goslingovou první akční role se stala role ve filmu Drive, založeném na románu Jamese Sallise. Gosling si zahrál řidiče na útěku a film popsal jako „násilný film Johna Hughese“: „Vždy jsem si myslel, že když si Kráska v růžovém rozbije hlavu, bude to perfektní“. Roger Ebert přirovnal Goslinga ke Steveu McQueenovi a prohlásil, že „ztělesňuje přítomnost a upřímnost…prokázal dar pro nalezení zatýkajících, mocných postav [a] může dosáhnout téměř čehokoli“. Joe Morgenstern z The Wall Street Journal se zamyslel nad „pokračujícím tajemstvím, jak se mu daří mít tak velký vliv s tak malým zjevným úsilím. Je neodolatelné přirovnat jeho ekonomický styl k stylu Marlonu Brandovi.“ Film se stal podle tržeb úspěšným, celosvětově vydělal 81 milionů dolarů z produkčního rozpočtu 15 milionů dolarů.
Ve své poslední roli v roce 2011 si Gosling zahrál spolu s Philipem Seymourem Hoffmanem v politickém dramatu Bláznivá, zatracená láska režiséra George Clooneyho, ve kterém ztvárnil ambiciózního tiskového tajemníka. Gosling se částečně rozhodl natočit film, aby rozšířil své znalosti v politice: „Jsem Kanaďan, a tak americká politika ve skutečnosti není má silná stránka.“ Joe Morganstern uvedl, že Gosling a Hoffman „jsou mimořádně dobře vybaveni k tomu, aby mohli hrát své postavy. Přesto ani jeden herec nemá ve scénáři skvělý materiál, se kterým šlo vše hladce.“ Ve své recenzi Kenneth Turan z Los Angeles Times prohlásil, že „určitě stálo za to vidět charismatického Goslinga verbálně zápasit s vynikajícími herci jako Hoffman a [Paul] Giamatti“. Mick LaSalle z deníku San Francisco Chronicle cítil, že v postavě je „jeden aspekt, který Gosling nedokáže tak docela vystihnout, který může být prostě mimo jeho sféru, což je idealismus“. Za svůj výkon byl nominován na Zlatý glóbus za nejlepšího herce v dramatu.

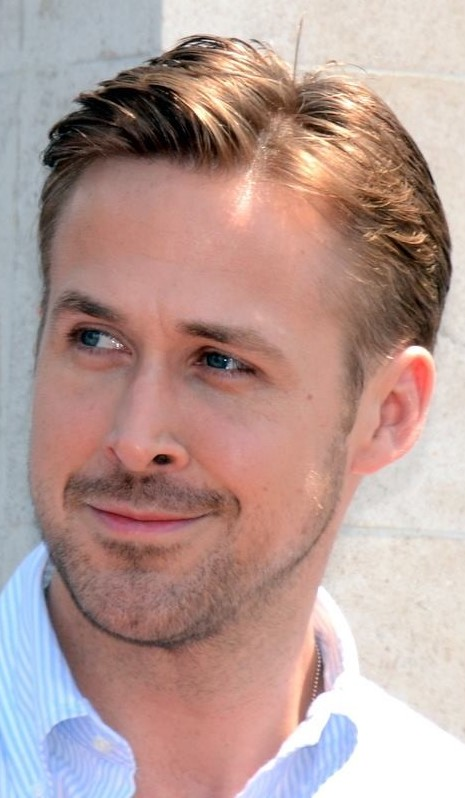
Gosling na Filmovém festivalu v Cannes 2014

### 2013–2014: Smíšené recenze kritiků a režijní debut
V kriminálním thrilleru Gangster Squad – Lovci mafie z roku 2013 ztvárnil Sgt. Jerryho Wooterse, důstojníka LAPD ze 40. let, který se pokouší přelstít mafiánského bosse Mickeyho Cohena (hraje Sean Penn). Po společném účinkování ve filmu Bláznivá, zatracená láska se znovu spojil s Emmou Stoneovou jako jeho láskou. Stoneová řekla, že doufá, že najdou více projektů, na kterých by mohli spolupracovat. A.O. Scott z The New York Times popsal film jako záminku pro herce, „aby si vydělali nějaké peníze zkoušením legračních hlasů“. Christy Lemire z The Boston Globe kritizovala Goslingův „divný, šeptavý hlas“ a jeho „sotva vyvinutý, jednotónový“ charakter. Betsy Sharkeyová z Los Angeles Times však cítila, že ve scénách, které sdíleli Gosling a Stoneová, je „svůdná síla“: „Ale stejně jako mnoho jiného ve filmu je to scénář, který je odehrán jen z poloviny.“
V kriminálním dramatu Za borovicovým hájem režiséra Dereka Cianfrance, se kterým již Gosling spolupracoval ve filmu Blue Valentine, ztvárnil Lukea, kaskadéra, který vykrádá banky, aby uživil rodinu. Gosling natáčení popsal jako „nejlepší zážitek, jaký jsem kdy měl při natáčení filmu.“ A. O. Scott z The New York Times ocenil jeho výkon a napsal: „Chladné sebeovládání pana Goslinga – jediná věc, kterou mu bylo povoleno zobrazovat v „Drive“ – je komplikované a zajímavé díky náznakům dětské nevinnosti a zranitelnosti.“ David Denby z The New Yorker poznamenal, že Gosling „opakuje svou rutinu neúprosného samotáře“. Film celosvětově vydělal 35 milionů dolarů z produkčního rozpočtu 15 milionů dolarů.
V roce 2013 si zahrál v násilném dramatu Jen Bůh odpouští, které režíroval režisér filmu Drive, kde Gosling účinkoval, Nicolas Winding Refn. Gosling v rámci přípravy na roli absolvoval školení bojového umění Muay Thai a scénář popsal jako „nejpodivnější věc, jakou jsem kdy četl“. Film i jeho výkon získaly negativní recenze. David Edelstein z magazínu New York uvedl: „Gosling vypadal jako hlavní herec jako skinhead ve filmu Svatý boj a jako hvězda ve filmu Half Nelson. Pak přestal hrát a začal pózovat. Jeho výkon ve filmu Jen Bůh odpouští (odpustil by Bůh tomuto názvu?) je jeden dlouhý, vlhký pohled“. Stephen Holden z New York Times kritizoval Goslingovu neschopnost „poskytnout svému automatu jakýkoli náznak vnitřního života“. Peter Travers z Rolling Stone poznamenal, že Gosling, ačkoli „má být prázdnou stránkou, na kterou můžeme psát, často vypadá pouze prázdně“.
Začátkem roku 2013 Gosling oznámil, že si dává pauzu od herectví a uvedl: „Ztratil jsem nadhled nad tím, co dělám. Myslím, že je dobré, abych si dal pauzu a přehodnotil, proč to dělám a jak to dělám. A myslím, že tohle je pravděpodobně dobrý způsob, jak se to dozvědět.“ Goslingův režijní debut Lost River soutěžil v sekci Un Certain Regard na filmovém festivalu v Cannes 2014. Ve fantasy filmu, ke kterému Gosling také napsal scénář, účinkovali Christina Hendricks, Ben Mendelsohn a Matt Smith. Film získal převážně nepříznivé recenze. Peter Bradshaw z The Guardian film považoval za „nesnesitelně domýšlivý“ a poznamenal, že Gosling ztratil „jakýkoli smysl pro proporce nebo pokoru.“ Robbie Collin z The Daily Telegraph popsal Lost River jako „nesmírně spokojený sám se sebou“.

### 2015–dosud: Úspěšný herec

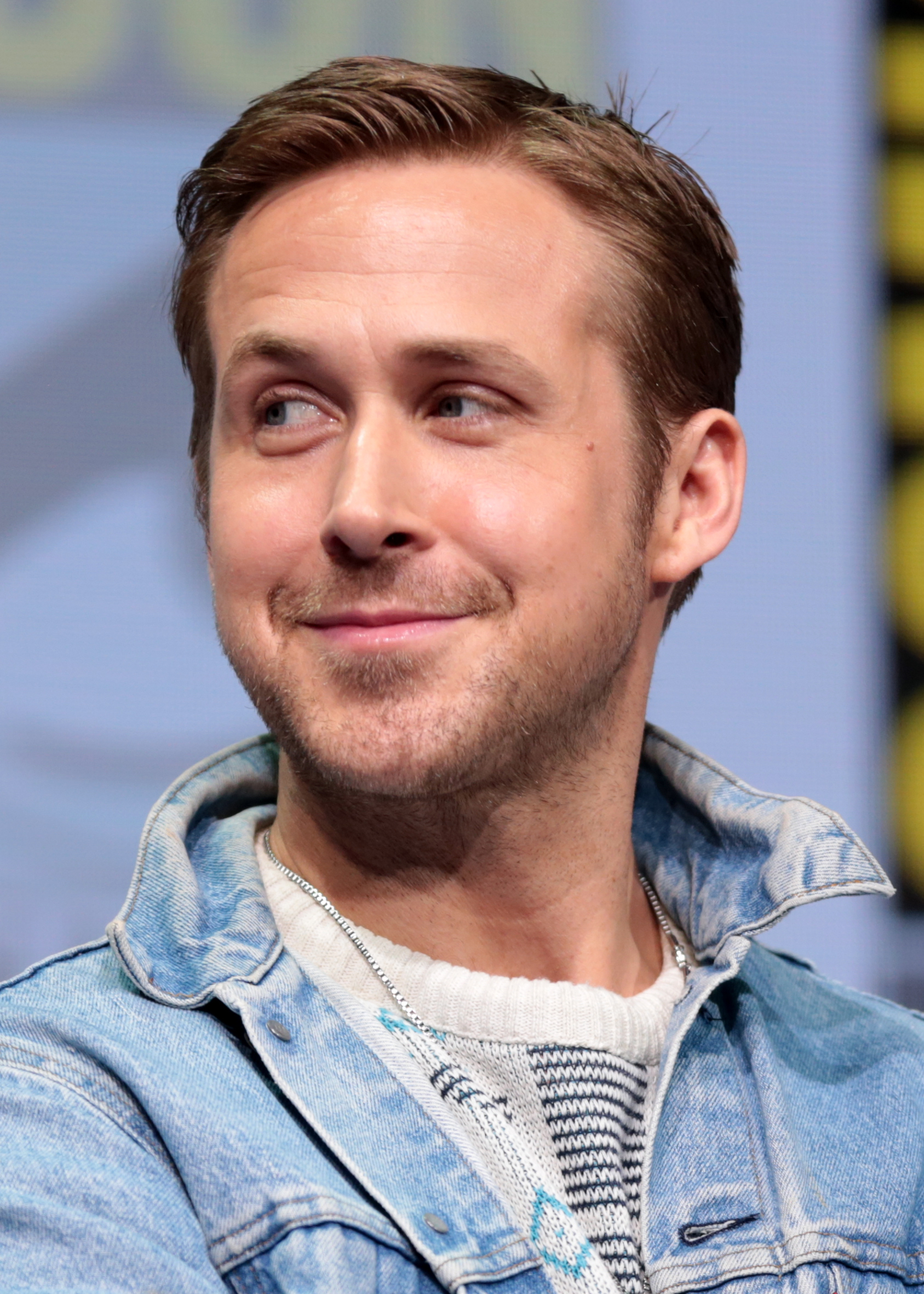
Gosling na San Diego Comic-Con v roce 2017

V roce 2015 si zahrál prodavače dluhopisů v komediálním dramatu Sázka na nejistotu, který obdržel nominaci na Oscara za nejlepší film v roce 2016. Peter Travers z časopisu Rolling Stone napsal: „Gosling, virtuos verbální špinavosti, mluví přímo do kamery a je vulkanicky divoký a zábavný.“
V roce 2016 ztvárnil hlavní role ve dvou filmech. Prvním z nich je detektivní komedie Správní chlapi, kde účinkoval spolu s Russellem Crowem. Druhým je romantický muzikál La La Land režiséra Damiena Chazelle, za nějž získal Zlatý glóbus za nejlepšího herce (komedie / muzikál) a druhou nominaci na Oscara za nejlepšího herce. Robbie Collin z deníku The Daily Telegraph chválil jeho chemii s kolegyní Emmou Stoneovou a napsal: „Obě hvězdy jsou v souladu s tempem toho druhého, že se zdá, že se jejich kolega prostě vyvalil dokonale zformovaný.“ Film se stal jedním z jeho nejvýdělečnějších filmů s výdělkem přes 440 milionů dolarů při rozpočtu 30 milionů dolarů.
Objevil se v romantickém dramatu Od písně k písni (2017) režiséra Terrence Malicka, kde si dále zahráli Michael Fassbender, Rooney Mara a Cate Blanchett. Téhož roku si zahrál ve filmu Blade Runner 2049, pokračování sci-fi filmu Blade Runner z roku 1982, režiséra Denis Villeneuve a hrál v něm také Harrison Ford, který si zopakoval roli Ricka Deckarda. Goslingova role byla důstojník K, „blade runner“ pracující pro LAPD, jehož úkolem je zabíjet darebné bioinženýry známé jako replikanti. A. O. Scott napsal, že je Gosling do role perfektně obsazený.
V roce 2018 ztvárnil Neila Armstronga, astronauta, který se v roce 1969 stal prvním člověkem, který vstoupil na povrch Měsíce, v životopisném filmu První člověk režiséra Damiena Chazelle, založeném na knize First Man: The Life of Neil A. Armstrong. Michael Nordine z IndieWire ho pochválil za to, že do své role vnesl „tiché charisma“ a „ladnost“, zatímco Nicholas Barber z BBC ho označil jako „nejlepšího nevýrazného herce v oboru“. Za roli získal nominaci na Critics' Choice Movie Award za nejlepšího herce.
Po čtyřleté pauze od natáčení se vrátil v hlavní roli ve špionážním akčním thrilleru The Gray Man z roku 2022, kde účinkoval po boku Chrise Evanse a Any de Armas. Film byl limitovaně uveden v kinech a byl distribuován společností Netflix. Navzdory negativním recenzím od kritiků, kteří film označili za „průměrný“ a plný klišé, bylo oznámeno pokračování.
V roce 2023 ztvárnil hlavní roli Kena ve fantasy komedii Barbie režisérky Grety Gerwig, po boku Margot Robbie v titulní roli. K filmu také nazpíval píseň „I'm Just Ken“ pro doprovodný soundtrack k filmu a cover písně „Push“ od Matchbox Twenty. Jeho výkon získal velmi pozitivní recenze, přičemž Anthony Lane z magazínu The New Yorker chválil jeho komediální výkon a označil jej jako „Gosling na vrcholu“ a Alison Willmore z Vulture napsala, že „se [výkonem] blíží k tomu, aby si ukradl pro sebe“. Za svůj výkon obdržel nominace na Zlatý glóbus, Critics' Choice Award, Cenu Sdružení filmových a televizních herců, cenu BAFTA a Oscara. S písní „I'm Just Ken“ také vystoupil na 96. ročníku udílení Oscarů, kde píseň obdržela nominaci za nejlepší filmovou píseň.
Dále ztvárnil hlavní roli v akčním filmu Kaskadér po boku Emily Bluntové a bude znovu hrát s Robbie v prequelu k filmu Dannyho parťáci.

## Osobní život

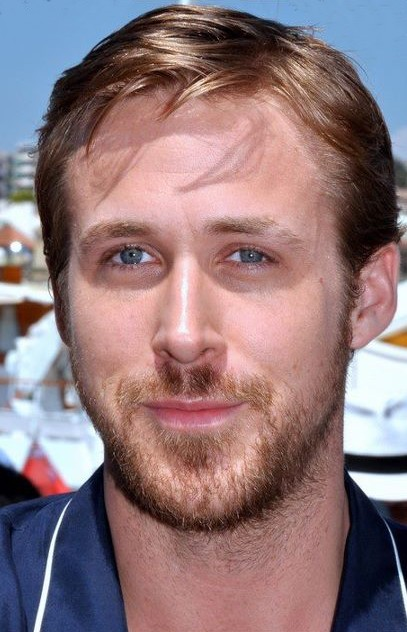
Gosling na Filmovém festivalu v Cannes v roce 2011

Gosling dříve bydlel v New Yorku. Je spoluvlastníkem marocké restaurace Tagine v Beverly Hills v Kalifornii. Restauraci koupil impulzivně; řekl, že za ni utratil „všechny [své] peníze“, strávil rok renovací restaurace a dohlíží na jídelníčky.
Mezi lety 2002 a 2003 byla jeho partnerkou Sandra Bullock, herecká kolegyní z filmu Vzorec pro vraždu. Poté byl v letech 2005 až 2007 ve vztahu s Rachel McAdamsovou, svou kolegyní z filmu Zápisník jedné lásky.
Od září 2011 je ve vztahu s herečkou Evou Mendes, kterou poznal na natáčení filmu Za borovicovým hájem. Mají spolu dvě dcery, Esmeraldu a Amadu, které se narodily v září 2014 a v dubnu 2016.

## Filmografie
| Rok       | Film                         | Role                  | Poznámky                       |
| --------- | ---------------------------- | --------------------- | ------------------------------ |
| 1993–1995 | The Mickey Mouse Club        | Ryan Gosling          |                                |
| 1997      | Zámořská střední             | Sean Hanlon           |                                |
| 1998      | Mladý Herkules               | Hercules              |                                |
| 2000      | Vzpomínka na Titány          | Alan Bosley           |                                |
| 2001      | Svatý boj                    | Danny Balint          |                                |
| 2002      | The Slaughter Rule           | Roy Chutney           |                                |
| 2002      | Vzorec pro vraždu            | Richard Haywood       |                                |
| 2003      | Svět podle Lelanda           | Leland P. Fitzgerald  |                                |
| 2004      | Zápisník jedné lásky         | Noah Calhoun          |                                |
| 2005      | Hranice života               | Henry Letham          |                                |
| 2006      | Half Nelson                  | Dan Dunnen            |                                |
| 2007      | Okamžik zlomu                | Willy Beachum         |                                |
| 2007      | Lars a jeho vážná známost    | Lars Lindstrom        |                                |
| 2009      | V lepší společnosti          | David Marks           |                                |
| 2010      | Blue Valentine               | Dean                  | také výkonný producent         |
| 2010      | Regeneration                 | vypravěč              | dokument, také producent       |
| 2011      | Bláznivá, zatracená láska    | Jacob Palmer          |                                |
| 2011      | Drive                        | Driver                |                                |
| 2011      | Den zrady                    | Stephen Myers         |                                |
| 2012      | Za borovicovým hájem         | Luke Glanton          |                                |
| 2013      | Gangster Squad – Lovci mafie | Seržant Jerry Wooters |                                |
| 2013      | Jen Bůh odpouští             | Julian                | také výkonný producent         |
| 2014      | Lost River                   | —                     | režisér, producent, scenárista |
| 2015      | Sázka na nejistotu           | Jared Vennett         |                                |
| 2016      | Správní chlapi               | Holland March         |                                |
| 2016      | La La Land                   | Sebastian Wilder      |                                |
| 2017      | Song to Song                 | BV                    |                                |
| 2017      | Blade Runner 2049            | důstojník K           |                                |
| 2018      | První člověk                 | Neil Armstrong        |                                |
| 2022      | The Gray Man                 | Sierra Six (Šestka)   |                                |
| 2023      | Barbie                       | Ken                   |                                |
| 2024      | Kaskadér                     | Colt Seavers          | postprodukce                   |

## Ocenění a nominace
Mezi mnoha dalšími ocenění získal tři nominace na Oscara, dvě nominace na Filmovou cenu Britské akademie, jeden Zlatý glóbus ze šesti nominací a šest nominací na Cenu Sdružení filmových a televizních herců.
V roce 2006 mu role problémového učitele dějepisu v dramatickém filmu Half Nelson vynesla nominace na Oscara a Cenu Sdružení filmových a televizních herců za nejlepšího herce. Za své výkony ve filmech La La Land (2016) a Barbie (2023) obdržel nominace na Oscara, cenu BAFTA, Zlatý glóbus a Cenu Sdružení filmových a televizních herců za nejlepšího herce a nejlepšího herce ve vedlejší roli respektive, přičemž za první zmíněný film získal Zlatý glóbus.
O deset let později ztvárnil hlavní roli v muzikálovém dramatu La La Land (2016), za nějž získal Zlatý glóbus a byl nominován na Oscara, cenu BAFTA a Cenu Sdružení filmových a televizních herců za nejlepšího herce. Jeho výkony ve filmech Lars a jeho vážná známost (2007), Blue Valentine (2010), Den zrady (2011) a Bláznivá, zatracená láska (2011) mu také vynesly nominace na Zlatý glóbus.